# .gr
.gr este un domeniu de internet de nivel superior, pentru Grecia (ccTLD).